# Tešnjar
Tešnjar (en serbe cyrillique : Тешњар) est une čaršija, c'est-à-dire, un ensemble urbanistique typique de la période ottomane, située à en Serbie, à Valjevo, district de Kolubara. Ce quartier remonte principalement au XIXe siècle et est inscrit sur la liste des entités spatiales historico-culturelles d'importance exceptionnelle de la République de Serbie.

## Présentation
Tešnjar est situé sur la rive droite de la rivière Kolubara. Le quartier fut longtemps le centre commercial de Valjevo. Il est constitué d'une rue principale qui longe la rivière et de plusieurs petites rues situées au pied d'une colline qui domine la ville. Encore aujourd'hui, Tešnjar est un quartier animé qui abrite de nombreux commerces et restaurants.